# Raphaël Buedts
Raphaël Buedts (Gent 1946-Gent 2009) was een Belgisch beeldhouwer, tekenaar en kunstschilder.

## Biografie

#### Jeugd en opleiding
Raphaël Buedts groeide op in Gent, maar bracht veel tijd door op een boerderij van zijn familie in Mater. Het platteland en de natuur zijn sterk aanwezig in zijn kunst. Zijn moeder was naast naaister, ook amateurschilder. Ook de naaipatronen zijn een terugkerend element in zijn werken. Zij moedigde de jonge Raphaël aan om een artistieke studierichting te kiezen. Hij studeerde voor interieurarchitect.

#### Invloed
Begin jaren 1970 werd hij bevriend met de de dichter en kunstcriticus Roland Jooris. Jooris speelde een belangrijke rol in zijn leven en werk, ze werkten meerdere keren samen.  Andere kunstenaars waarmee Buedts een band had waren onder andere René Heyvaert, Bernd Lohaus, Roger Raveel en Raoul De Keyser.

#### Tekenaar
Buedts was gedurende gans zijn leven een tekenaar. Zijn werk bestaat vooral uit ontwerpen, schetsen, lijnen, patronen en tekeningen en wordt wegens het complementair karakter regelmatig samen met zijn beeldhouwwerk tentoongesteld. Zijn laatste werken, net voor zijn dood in 2009, waren muurtekeningen in Estaminet-galerie "In den Bouw" in Kalken, een ontmoetingsplaats voor kunstenaars, waar hij vaste klant was.
Meubels en meubeldingen
In 1971 begon Buedts met het ontwerpen van functionele houten tekentafels en meubels met artistieke inslag, waarmee hij zich wilde afzetten tegen het traditionele strakke, perfecte en koele designmeubel. Door het gebruik van natuurlijke en gerecupereerde materialen was hij een voorloper van de milieubewuste ontwerper.
Geleidelijk verminderde de focus op functionaliteit en ging hij over tot wat hij "meubeldingen" noemde: multidisciplinaire kunstwerken gemaakt uit verschillende houtsoorten en aangevuld met takken, planken, platen, stokken, latten, touw, lood, doek, zijde, baksteen, natuursteen en schelpen. Het eindresultaat was een disfunctioneel meubelconcept dat zich situeerde tussen gebruiksvoorwerp en kunstwerk.

#### Houten sculpturen
Rond 1985 ging hij zich meer focussen op beeldhouwen in hout, waarin hij de essentie van de natuur en de omgeving omzette in een plastische vorm. De sculpturen bestonden uit minimale bewerkingen van een blok hout,  dikwijls aangevuld met andere elementen en meestal voorzien van krijtlijnen in diverse patronen. Kenmerkend was de indruk dat het productieproces brutaal afgebroken was waardoor de houtsculpturen onvoltooid leken. Ze werden niet gepolijst.  Ze droegen eenvoudige namen als Wolk', 'Vogel', 'Schaduw' en 'Console'. Hij maakte zowel grotere als kleine werken. Eerder uitzonderlijk werkte hij ook met brons of gips. In zijn monografie van het SMAK wordt hij een "intuïtieve vakman" genoemd;

#### Olieverf
Vanaf 1985 begon Buedts te schilderen op basis van schetsen en foto's van landschappen en de natuur. Zijn geometrische olieverfschilderijen neigden naar figuratief met voorstellingen van de natuur of straatbeelden in een donkere kleuren met weinig contrast. Hoewel er invloed is van Raveel zijn ze vooral een weergave van zijn eigen expressie als eigenzinnige beeldhouwer.

#### Internationale tentoonstellingen
In 1986 werd hij uitgenodigd door Jan Hoet om deel te nemen aan de Chambres d'Amis, een internationale groepstentoonstelling in verschillende huizen in Gent. In de tuin van een Gents herenhuis exposeerde hij "Meubels voor een vogel", een reeks beeldhouwwerken die hij al eerder in zijn tekeningen had ontworpen. Met deze werken kreeg hij voor het eerst algemene erkenning.
In januari 1989 konden Raphaël Buedts, Frank van den Berghe, Patrick Van Caeckenbergh, Willem Cole, Richard Venlet en Wim Delvoye deelnemen aan een expositie met de titel "The Flemish, the Belgians" in de Jack Tilton Gallery in New York. Voor Patrick Van Caeckenbergh en Wim Delvoye betekende dit hun doorbraak. Raphaël Buedts was zelf niet aanwezig op deze tentoonstelling. De belangstelling van Tilton voor de Belgische kunst was te danken aan zijn contacten met Leo Copers, die op dat moment al een Amerikaanse agent had. Het was Leo Copers die de 6 kunstenaars voor Tilton selecteerde.
Van 3 juni tot 30 augustus 1989 volgde de tentoonstelling "Carte blanche à Jan Hoet. Pauvreté et Baroque"  Musée des Beaux-Arts in Le Havre. Raphaël Buedts brak echter niet internationaal door, hij zou bij leven nog uitsluitend in België exposeren met verschillende groepstentoonstellingen en solotentoonstellingen. Buedts was een eigenzinnige kunstenaar met anarchistische trekken, wars van het commerciële circuit en meed bewust de media. Dit had een negatieve invloed op zijn bekendheid. 

#### SMAK
Aan het einde van het eerste decennium van 2000 leed hij aan een slepende ziekte. Hierdoor kon hij niet meer beeldhouwen en beperkte hij zich tot tekenen en schilderen. In 2009 kreeg hij een solotentoonstelling aangeboden in het Stedelijk Museum voor Actuele Kunst (SMAK) in Gent van 4 september tot 21 november, tegelijk met de uitgifte van een monografie met een overzicht van zijn werk door Studio Luc Derycke.
Raphaël Buedts overleed echter in april 2009, enkele maanden voor de opening van deze tentoonstelling.
Zijn nalatenschap wordt beheerd door zijn familie en door het Centrum Kunstarchieven Vlaanderen. Na zijn dood werd zijn werk regelmatig opgenomen in groepstentoonstellingen en kreeg hij enkele solotentoonstellingen.